# Bundaberg
Bundaberg es una ciudad australiana situada en el sureste del estado de Queensland. Está aproximadamente 385 kilómetros al norte de la capital del estado, Brisbane, a orillas del río Burnett. Su población es de 53.996 habitantes (2006).
Bundaberg depende mucho de la industria de azúcar. Los campos de caña de azúcar extienden a través del distrito, y todos los aspectos de la industria del azúcar ocurren en los alrededores de la ciudad. Una de las mejores exportaciones de la ciudad es ron de Bundaberg, también hecho del azúcar. La fruta y el crecimiento del comercio de vegetales son también importantes en la región de Bundaberg, con los tomates, legumbres y sandías producidas en cantidades abundantes en granjas irrigadas.
El turismo tiene cada vez mayor importancia en Queensland, como la entrada a la Gran Barrera de Arrecifes y Bundaberg no es una excepción.
Está hermanada con Nanning en China y Settsu City en Japón

## Transportes
Bundaberg tiene varios trenes de pasajeros diarios y está aproximadamente cuatro horas al norte de Brisbane. Muchos autobuses interurbanos también pasan por la ciudad. Bundaberg está situado en la carretera de Isis (ruta del estado 3) aproximadamente 50 kilómetros al este de la carretera de Bruce. También tiene un aeropuerto, con vuelos a Brisbane y Gladstone en Queensland, así como a la isla Lady Elliott.